# Biblioteca Municipal Tomás O’Connor D’Arlach
La Biblioteca Municipal Tomás O’Connor D’Arlach, ubicada en el centro histórico de la ciudad de Tarija, Bolivia, es una de las bibliotecas públicas más antiguas del país. Inaugurada en 1938, esta institución resguarda un acervo bibliográfico y documental que incluye libros y manuscritos que datan del siglo XVII, así como una hemeroteca. En reconocimiento a su valor histórico y cultural, fue declarada Patrimonio Histórico y Cultural de la Nación en 2004.

## Orígenes y evolución histórica
La historia de las bibliotecas municipales de Tarija comenzó en 1882, con la propuesta del concejal Rómulo Ávila para crear una biblioteca popular, apoyada por la donación de libros. En 1883, esta primera biblioteca adoptó el nombre de Biblioteca Bolívar y llegó a contar con unos 900 volúmenes a comienzos del siglo XX. Posteriormente, la ciudad experimentó un vacío institucional de casi dos décadas, hasta que en 1927 se estableció la biblioteca del club social con aproximadamente 1300 ejemplares, los cuales más tarde se incorporaron al acervo de la actual biblioteca municipal.
La Biblioteca Tomás O’Connor D’Arlach fue creada el 8 de agosto de 1937 y su inauguración oficial se realizó el 7 de agosto de 1938, durante la gestión del alcalde Isaac Attié. Su primer director fue Luis Benítez. La obra se construyó sobre el terreno del antiguo saladero municipal y tuvo un costo de 120.000 bolivianos.

## Arquitectura e instalaciones
La biblioteca cuenta con una edificación de dos niveles. En la planta baja se encuentra la hemeroteca, donde se conserva prensa diaria nacional y local, así como ejemplares históricos como el periódico La Estrella de Tarija de 1882 y publicaciones de la época de la guerra del Chaco (1932-1935). Este espacio puede albergar hasta 200 lectores.
En la planta alta, a la que se accede mediante una escalinata de piedra labrada, se halla la sección de libros, que incluye materiales pedagógicos, colecciones enciclopédicas y ejemplares antiguos de gran valor histórico, como los “Libros de Cabildo de Tarija” (1671–1883) y el manuscrito “Colonias de Tarija” (1646). Este piso, construido en madera ensamblada, fue denominado originalmente “sección catedrática” y conserva sillones de estilo Morris.
Adicionalmente, la biblioteca alberga una galería con 169 cuadros entre pinturas y fotografías, y un mural del artista orureño Óscar Pantoja que representa el levantamiento del 15 de abril.

## Colecciones y patrimonio bibliográfico
El acervo de la biblioteca ha crecido significativamente desde su fundación. En su inauguración contaba con 800 volúmenes provenientes de la Biblioteca Bolívar, a los que se sumaron 2.500 libros del Club Social y 3.000 volúmenes de la Biblioteca del Convento de los Franciscanos. En la actualidad, se estima que posee alrededor de 26.000 obras entre la Biblioteca Antigua y la Biblioteca Moderna.
Entre sus tesoros bibliográficos se encuentran volúmenes únicos del periodo colonial y republicano, lo que la convierte en un importante centro de conservación documental. La biblioteca también ha recibido donaciones de consulados y particulares, consolidándose como un espacio de encuentro con la historia y la cultura.

## Servicios y actualidad
A pesar de su riqueza patrimonial, en los últimos años la biblioteca ha experimentado una disminución en el número de visitantes, especialmente entre los jóvenes, debido al auge de las fuentes digitales de información. No obstante, se mantiene como un punto de referencia para investigadores, adultos mayores y estudiantes de zonas rurales. Actualmente, ofrece acceso gratuito a internet mediante computadoras para uso académico.
La Biblioteca Tomás O’Connor D’Arlach forma parte de una red de bibliotecas municipales y de convenio que se extiende por distintos barrios de Tarija.

## Reconocimientos y valor cultural
El 23 de abril de 2004, mediante la Ley N.º 2653, la Biblioteca Municipal Tomás O’Connor D’Arlach fue declarada Patrimonio Histórico y Cultural de la Nación, en reconocimiento a su contribución al acervo cultural del país. 